# حي التضامن (تونس)
حي التضامن هو حي شعبي في العاصمة تونس ويعرف كثافة سكانية مرتفعة، حيث يقدر عدد السكان بـ196.298 نسمة. يتموقع هذا الأخير بين معتمدية المنيهلة شمالا ومعتمدية دوار هيشر غربا وبلدية قصر السعيد شرقا، وهو معتمدية تابعة ولاية أريانة.

## تاريخ

### حي التضامن والتعداد السكني
تشكل حي التضامن على وقع موجات الهجرة الداخلية التي عرفتها تونس في بداية السبعينيات من القرن الماضي، في عهد الحبيب بورقيبة حيث انتقلت مئات العائلات من قرى فقيرة إلى مشارف العاصمة. ويعتبر رابع حي على المستوى العالمي لاهمية كثافته السكانية ويطلق عليه اسم «الصين الشعبية» نظرًا لكثافته السكانية الكبيرة، وقبل تقسيمه ترابيًا إلى منطقتين بلديتين (التضامن والمنيهلة) في 2016 كان يسكنه قرابة 200 ألف نسمة (2014)، ويقطنه الآن نحو 100 ألف ساكن، ومن أشهر شوارعه المعروفة 105 و106، وأنشئ الحي نتيجة لموجات هجرة داخلية (فقراء وفلاحون صغار وعاطلون) أغلبهم قدموا آنذاك من محافظات الشمال الغربي (سليانة وباجة وجندوبة والكاف).

### حي التضامن وعلاقتها بالثورة
يعرف شباب حي التضامن بقاعدته العريضة بتفاعله مع ما يحدث في باقي أنحاء البلاد من حراك اجتماعي وكان له دور محوري في نقل وهج الثورة التي أطاحت بالرئيس بن علي من محيط العاصمة إلى قصر قرطاج.كانو يطمحون إلى تغيير الواقع المعيشي والظروف القاسية إلا أنه لم يتغير شيء إلى حد الآن وهذا ما صرحو به شباب من أهم المساهمين في الانتفاضة الشعبية، التي ما زالت آثارها محفورة على جدران المنازل والأزقة المحيطة بها. والكثير من العائلات القاطنة به لها صلات قرابة مع أهالي الجرحى والشهداء الذين سقطوا برصاص الأمن في بداية ثورة الكرامة والحرية بالمحافظات البعيدة في تونس. لكن بعد فرار الرئيس غابت مشاريع البنى التحتية عن المنطقة في سنوات ما بعد نظام بن علي، ما ساهم في تردي الأوضاع وانتشار الجريمة بأنواعها وتجارة المخدرات، إضافة إلى ارتفاع منسوب الشعور بالإحباط والحرمان  لدى الشباب الذي اختار أغلبه الهجرة السرية «الحرقة» على البقاء تحت وطأة الفقر والخصاصة.

### حي التضامن وتنامي الفكر الإسلامي الشديد
في الفترة الموالية للثورة تنامت حركات الاسلاميين المتشددين وظهرت بعض خلايا الفكر الجهادي وتطورت اعدادهم في صفوف الشباب.

## الاقتصاد
الانتقال السياسي للدولة بعد الثورة ساهم في حالة الركود الاقتصادي في قطاع الأعمال مع زيادة أعداد خريجي الجامعات، وغياب إستراتيجيات شاملة الأبعاد تُقدم حلولًا جذرية لتقليص نسب البطالة في مرحلة أولى ومن ثم استئصالها، ذلك ما طور نسب البطالة بشكل كبير في المدينة بأكثر من 60%، فيما تبلغ نسبة الفقر 70% حيث لا يتجاوز الدخل الشهري لآلاف العائلات المئتي دينار، في حين بلغت 27.88 % لدى أصحاب الشهادات العليا (2014).

## مؤسسات عمومية

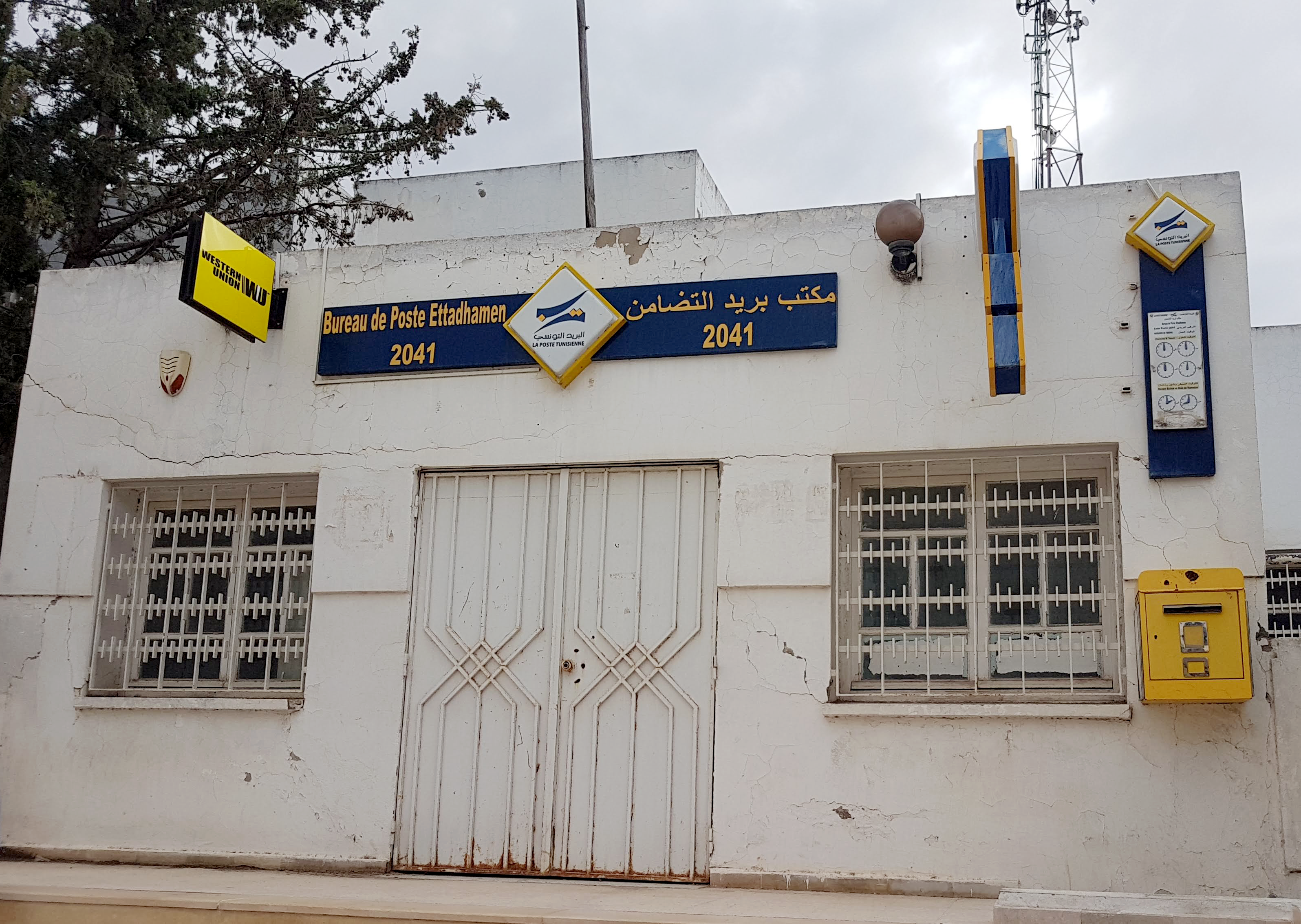
مكتب البريد المحلي
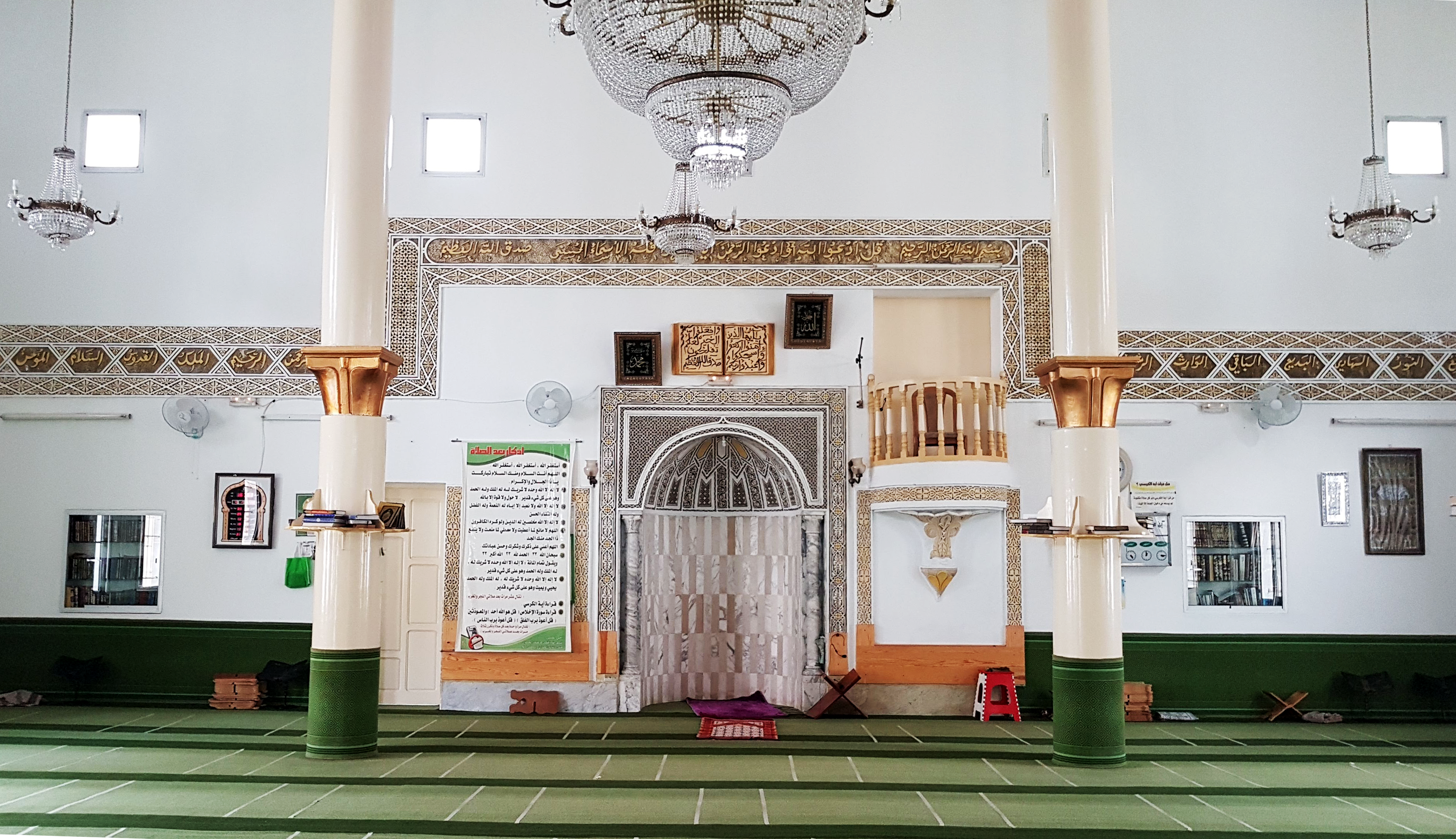
قاعة الصلاة بجامع بلال
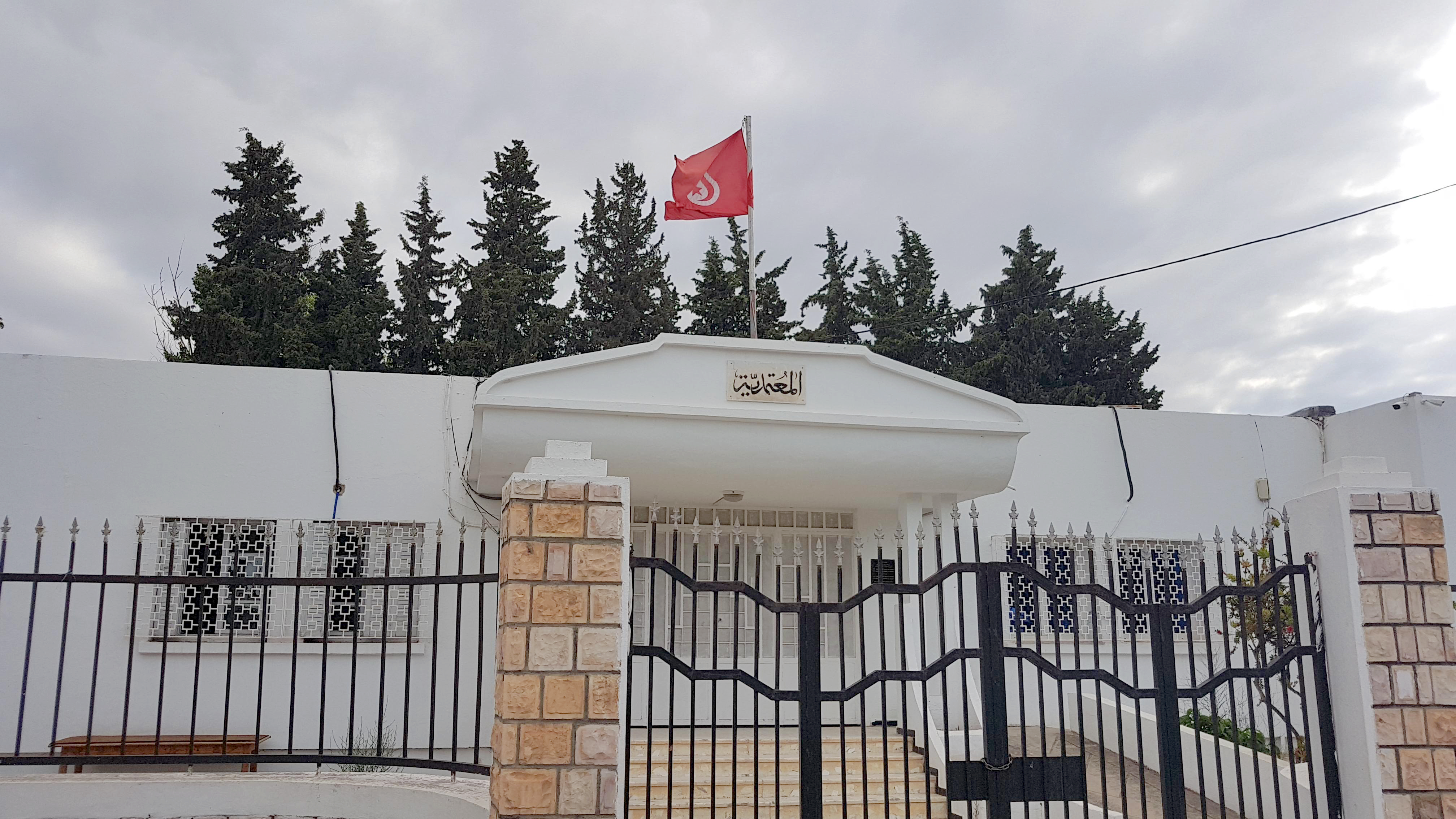
مقر المعتمدية

## ثقافة وترفيه

### المركب الشبابي

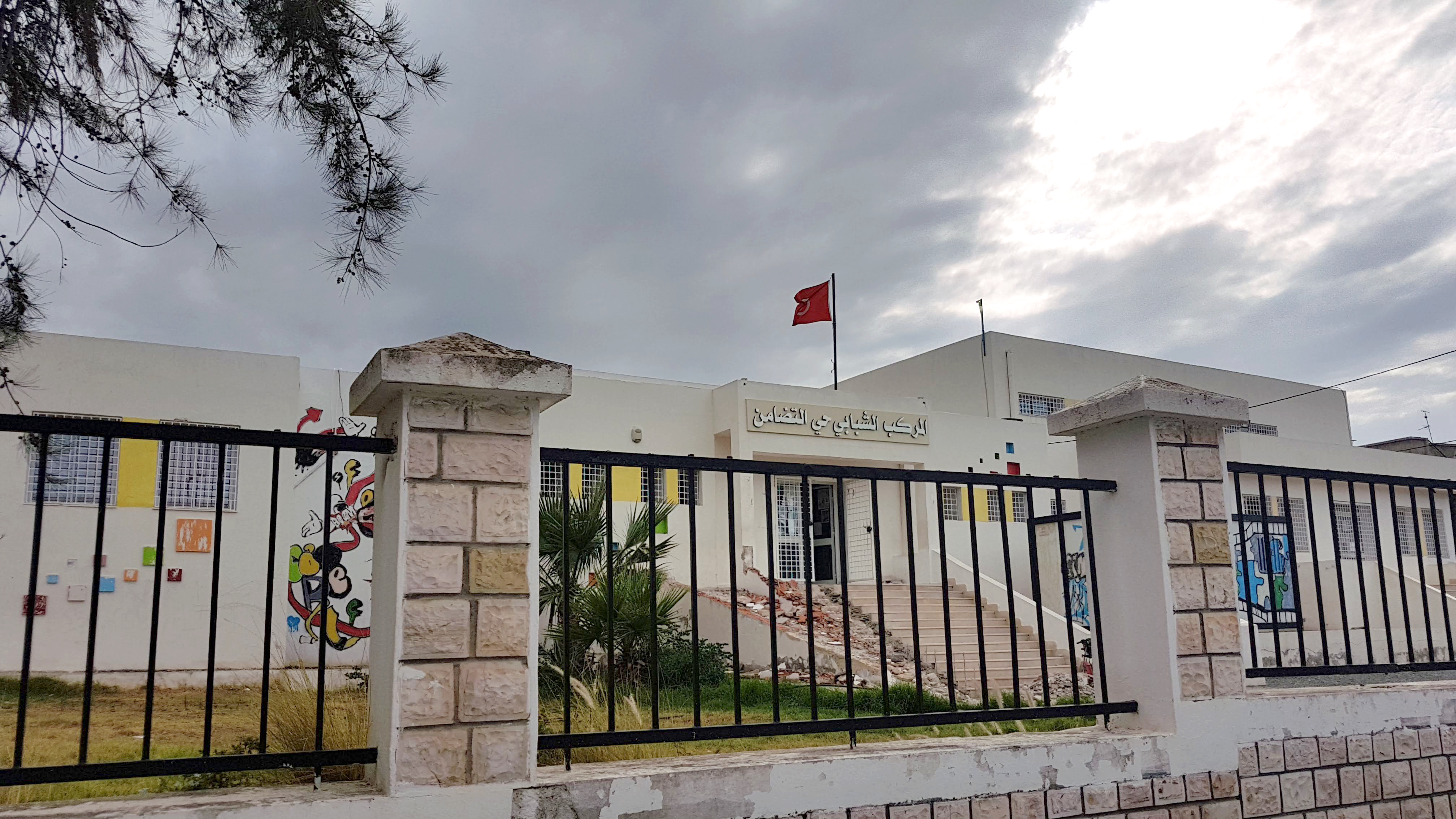
المركب الشبابي بحي التضامن

بحي التضامن مركب يعنى بتكوين الشباب وصقل مواهبهم في عدد من المجالات كالموسيقى والمسرح والمطالعة. وقد دشن على يد الرئيس الباجي قايد السبسي سنة 2018.

### المهرجانات الصيفية
تشهد حي تضامن احتفالات بالمهرجانات الصيفية من أواخر شهر جويلية إلى الاسبوع الأول من شهر أوت ويعتبر هذه المهرجان ملاذ للمتساكين للاستمتاع والترفيه. في سنة 2019 احتفل المهرجان بدورته الثالثة والثلاثين وتواصلت العروض في هذه الدورة على مدى أسبوع.

## المنشئات الرياضية

### الملعب البلدي بحي التضامن
تمثل الجمعيات الرياضية الصنف الطاغي من الجمعيات في كل من حي التضامن ودوار هيشر حيث تفوت نسبتها الخمسين بالمائة. الملعب البلدي بشارع 14 جانفي  بحيَ البساتين المنيهلة، مخصَص مثلا لكل من جمعيَتيَ التَضامن الرَياضي لكرة القدم والنَسر الرَياضي بالمنيهلة وجمعية التحدي الرياضي بدوار هيشر. وقد تم إنجازه سنة 1989 بكلفة تقدر بـ 120 ألف دينار وتمت إعادة تهيئة الملعب البلدي بكلفة  150 ألف دينار وذلك سنة 2008.

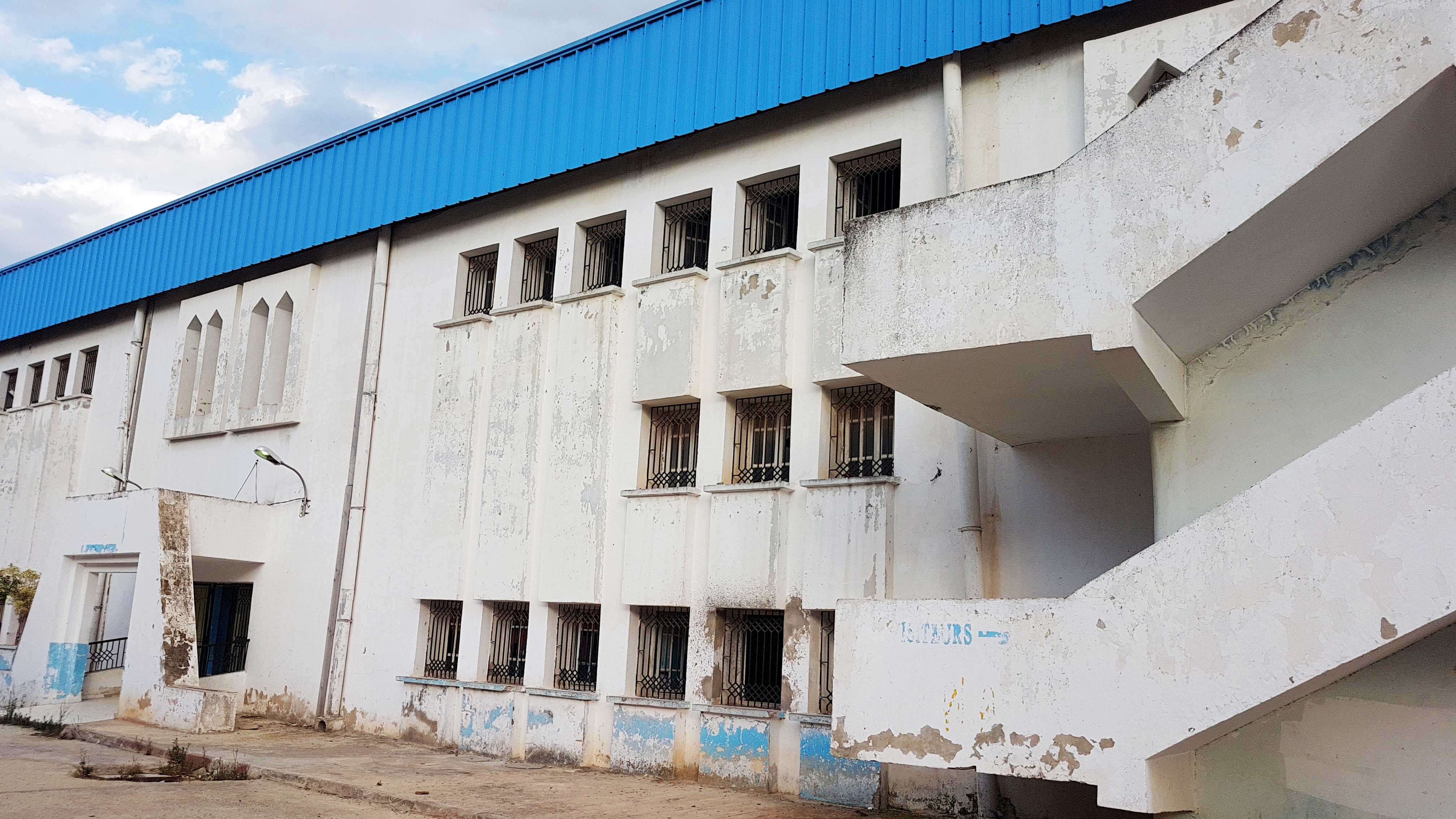
القاعة المغطاة (صالة زرقة)

### القاعة المغطاة (صالة زرقة)
قاعة 14 جانفي 2011 للرياضة بالتضامن متعدَدة الإختصاصات (مصارعة- رفع أثقال-ملاكمة-تنشيط مراكز النَهوض بالرَياضة) وكلفة بنائها بلغت الـ850 ألف دينار

## الأعلام

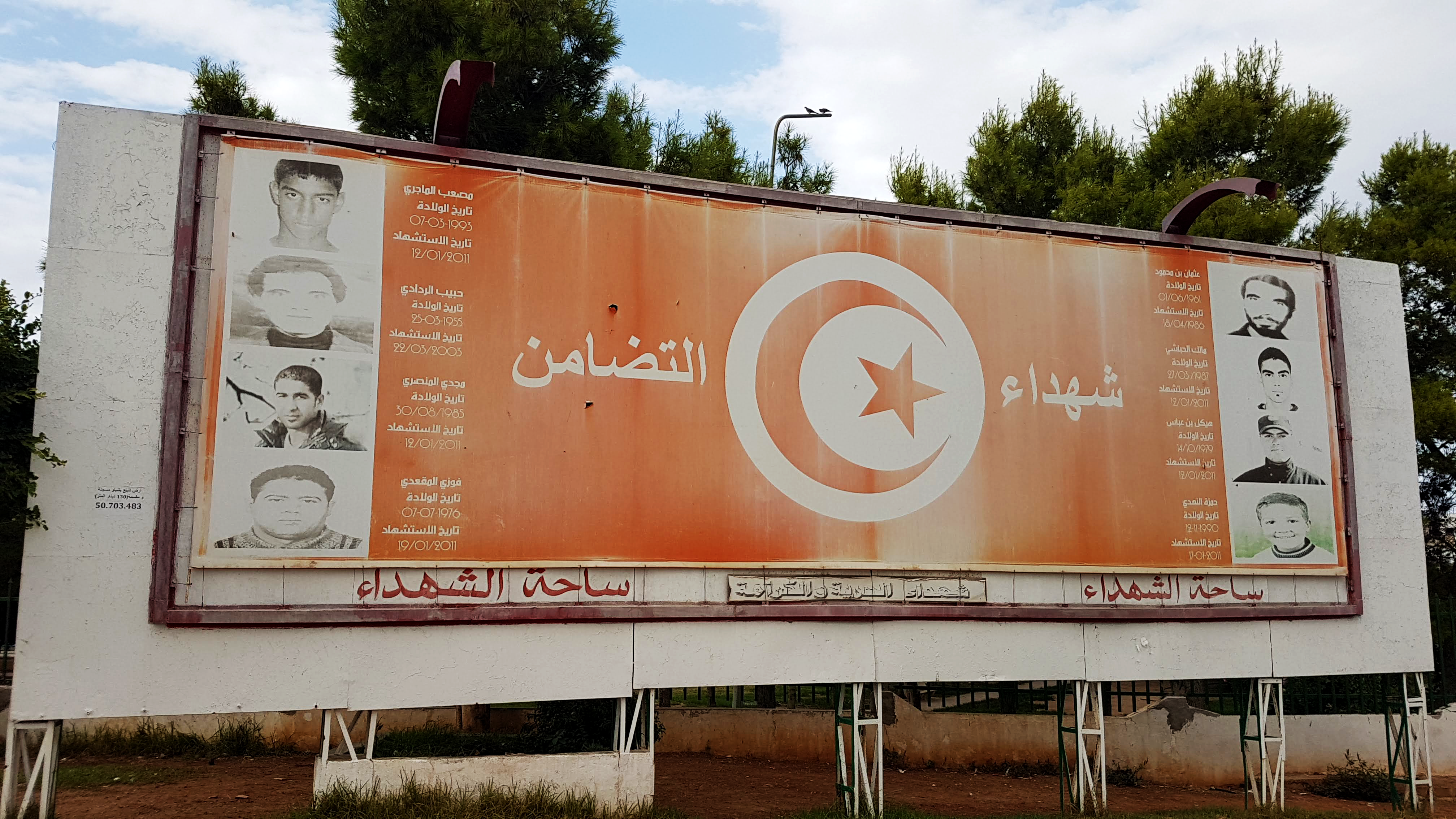
ساحة شهداء

- إسكندر لعبيدي:[14] لاعب كرة قدم بالنادي الإفريقي[بحاجة لمصدر] ابن حي تضامن
- مكرم قرامي:[15] مصارع عالمي حائز على البطولات العالمية والوطنية ابن حي تضامن
- أميرة تليلي:[16] باعثة مشروع أول مقهى نسائي في تونس ابنة حي تضامن
- غفران بالخير:[17] بطلة عالمية وأولمبية في رفع الأثقال ابنة حي تضامن

## شباب حي تضامن

### العمل الجمعياتي
يملك شباب حي تضامن روح إبداعية وفنية مما ساهمة في سهولة إندماجه في العمل الجمعياتي والمجتمع المدني رغم  قلة الموارد والعراقيل التي تفرضها الدولة